# 雍州 (后秦)
雍州，中国十六国时后秦设置的州。
399年，后秦分司隶校尉设雍州，治所在安定郡临泾县（今甘肃省镇原县东南），下辖安定郡、新平郡、赵兴郡、平原郡、长城郡、中部郡、安定护军。415年，长城郡、中部郡被夏国占领。417年，东晋刘裕灭后秦，废除雍州。